# Ousmane Viera
Ousmane Viera Diarrassouba (Daloa, 21 dicembre 1986) è un ex calciatore ivoriano, di ruolo difensore.

## Palmarès

### Club

#### Competizioni nazionali
- Coppa di Romania: 1

CFR Cluj: 2008-2009

### Nazionale
- Coppa d'Africa: 1

Guinea Equatoriale 2015